# Costa Rica aux Jeux olympiques d'été de 1996
Cet article contient des informations sur la participation et les résultats du Costa Rica aux Jeux olympiques d'été de 1996 à Atlanta aux États-Unis. Elle était représentée par onze athlètes et a été marqué par le couronnement de la nageuse Claudia Poll sur le 200 m nage libre.

## Liste des médaillés

### Médailles d'or
| Sport              | Discipline           | Sportifs     | Performance   |
| ------------------ | -------------------- | ------------ | ------------- |
| Médailles d'or : 1 |                      |              |               |
| Natation           | 200 m nage libre (F) | Claudia Poll | 1 min 58 s 16 |

### Médailles d'argent
| Sport                  | Discipline | Sportifs | Performance |
| ---------------------- | ---------- | -------- | ----------- |
| Médailles d'argent : 0 |            |          |             |

### Médailles de bronze
| Sport                   | Discipline | Sportifs | Performance |
| ----------------------- | ---------- | -------- | ----------- |
| Médailles de bronze : 0 |            |          |             |

## Résultats

### Athlétisme
Hommes
Marathon
- José Luis Molina : 2 h 17 min 49 s (→ 24e place)

Femmes
400 m
- Zoila Stewart
  - Qualification : 52 s 66 (non qualifiée)